# Ménestreau-en-Villette
Ménestreau-en-Villette is een gemeente in het Franse departement Loiret (regio Centre-Val de Loire). De plaats maakt deel uit van het arrondissement Orléans. Ménestreau-en-Villette telde op 1 januari 2022 1.385 inwoners.

## Geografie
De oppervlakte van Ménestreau-en-Villette bedroeg op 1 januari 2022 53,62 vierkante kilometer; de bevolkingsdichtheid was toen 25,8 inwoners per km².

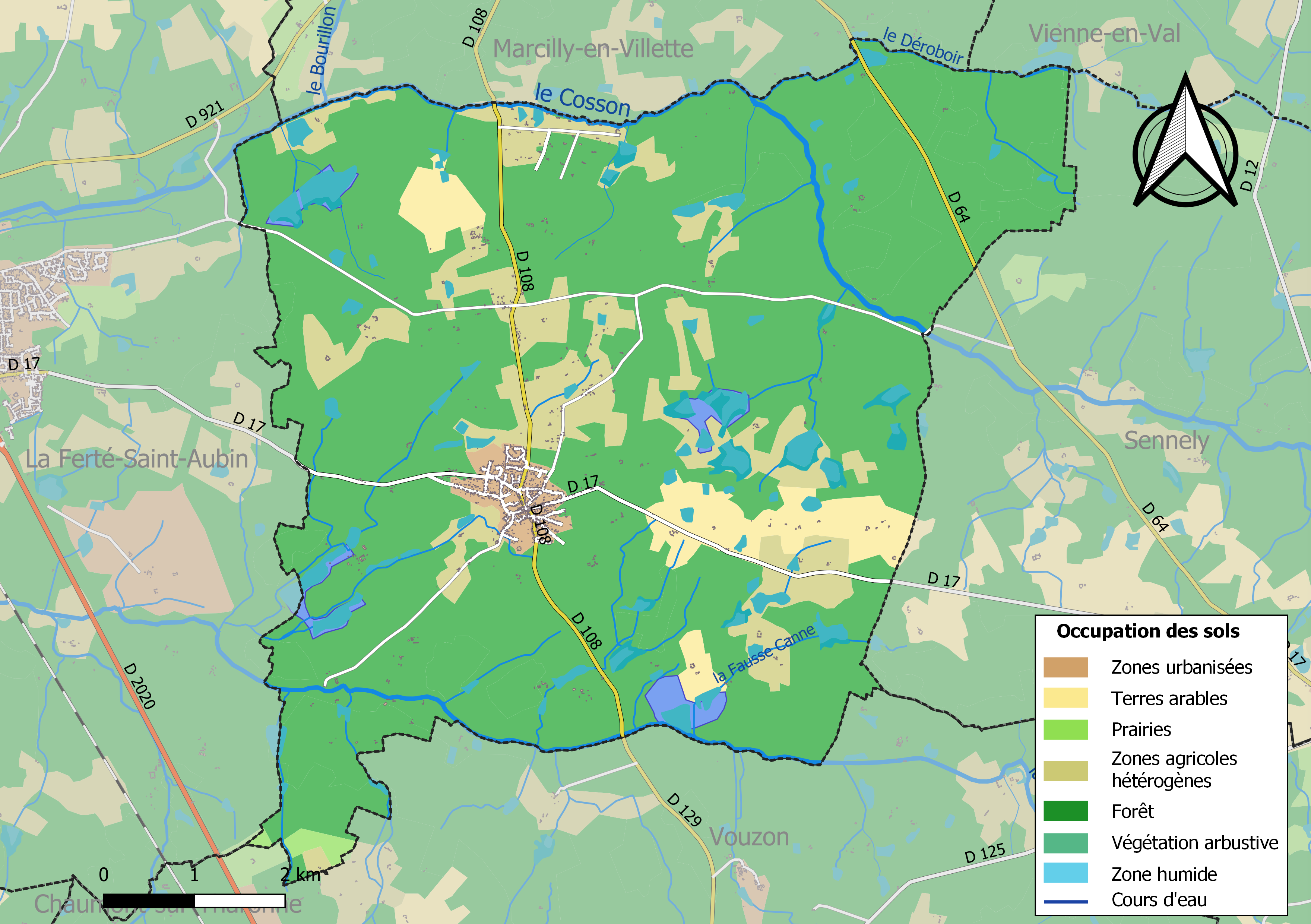
Kaart van de gemeente met de belangrijkste infrastructuur, bodemgebruik en omliggende gemeenten

## Demografie
Onderstaande figuur toont het verloop van het inwonertal (bron: INSEE-tellingen).